# Esko Peltonen
Esko Ensio Peltonen, född 6 juni 1908 i Helsingfors, död 11 juli 2005 i Villmanstrand, var en finländsk ämbetsman.
Peltonen, som var son till ugnsmakaren John Arndt Peltonen och Matilda Lindström, blev student 1929, avlade högre rättsexamen 1937 och blev vicehäradshövding 1940. Han var delägare i advokatbyrå i Nyslott 1940–1950, stadssekreterare och -fiskal i Nyslott 1950–1959, stadsdirektör i Villmanstrand 1959–1965 och landshövding i Kymmene län 1965–1975.